# Сакала, Саит
Саит Сакала (англ. Saith Sakala; 17 июля 1996, Лусака, Замбия) — замбийский футболист, полузащитник саудовского клуба «Радва». Выступал за сборную Замбии.

## Карьера
Саит родился в городе Лусака, где и начал карьеру в клубе «НАПСА Старз». Играя за данный клуб, был вызван в первую сборную страны и сыграл дважды. В 2016 году игрок отправился в другой клуб из Лусаки, «Занако». 3 августа 2017 полузащитник перешёл в саудовский клуб «Аль-Фатех». В следующем сезоне стал игроком «Аль-Наджум» на правах аренды.